# Subleuconycta
Subleuconycta là một chi bướm đêm thuộc họ Noctuidae.